# Högspänning (TV-serie)
Högspänning är en realityprogram som hade premiär på strömningstjänsten Viaplay och TV3 den 27 mars 2023. Programmet är ett samarbete mellan Vattenfall och Skellefteå Kraft. Delta Studios har producerat serien i samverkan med Energiföretagen Sverige. Första säsongen består av 10 avsnitt. Serien blev förnyad med en andra säsong som hade premiär 9 oktober 2023. Den tredje säsongen hade premiär den 11 mars 2024. Den femte säsongen hade premiär den 19 februari 2025.
Ett uttalat syfte med serien är att marknadsföra branschen genom att bland annat visa dess olika yrken för att få fler att söka sig till energibranschen.

## Handling
Serien kretsar kring de arbetare som jobbar med Sveriges energiförsörjning, och de arbetsplatser där de jobbar. Bland annat visas arbete vid vattenkraftverk, vindturbiner och högspänningsledningar upp.